# 平面四角形分子構造

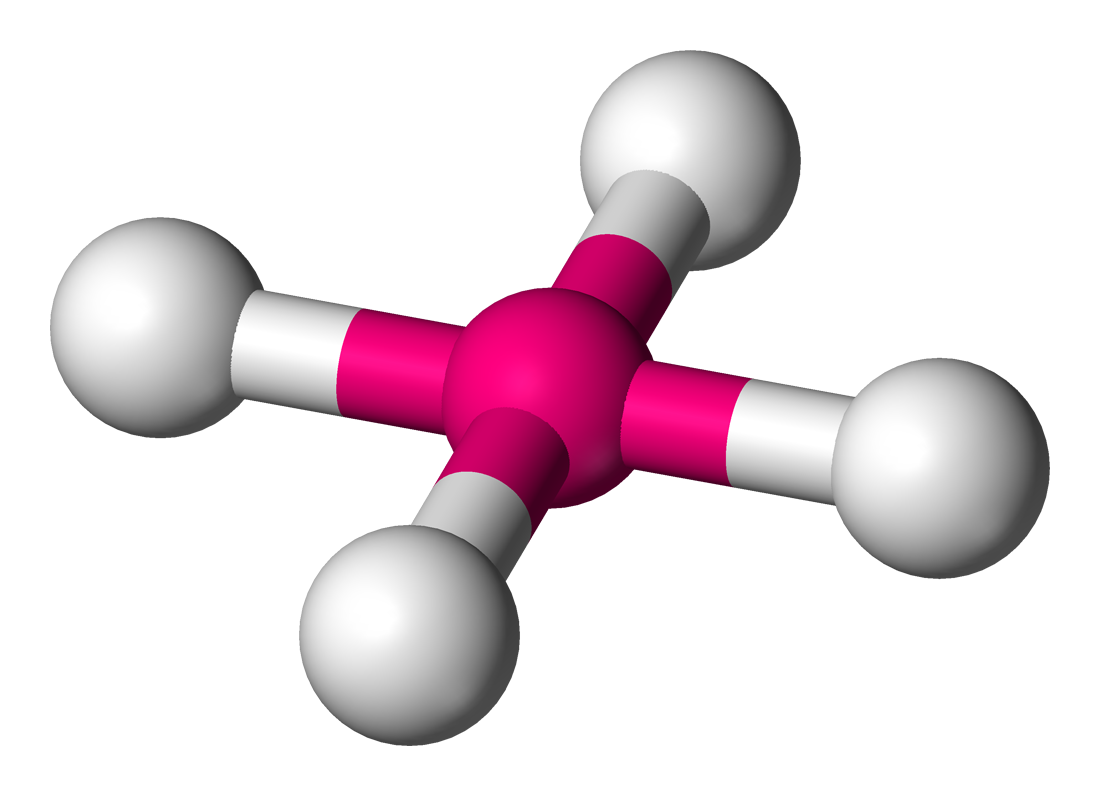
平面四角形

化学において平面四角形分子構造（へいめんしかくがたぶんしこうぞう、Square planar molecular geometry）とは、一個の原子とそれを中心とした平面四角形の各頂点の4原子からなる分子構造のことである。

## 他の分子構造との関係

### 直線形
直線形分子の中には、2個の配位子が付加することによって平面四角形分子になることができる錯体がある。例えば[AuCl2]-は、塩素が付加することによって平面四角形の[AuCl4]-を与える。

### 四面体形
原則的に、平面四角形構造は四面体形分子が平坦化することによって形成する。四面体形と平面四角形との相互変換は四面体化合物の異性化を目的とする分子内経路で与えられる。この経路は炭化水素では速やかに起こらないが、四面体形ニッケル(II)錯体（例：NiBr2(PPh3)2）では可逆的に起こる。

### 八面体形

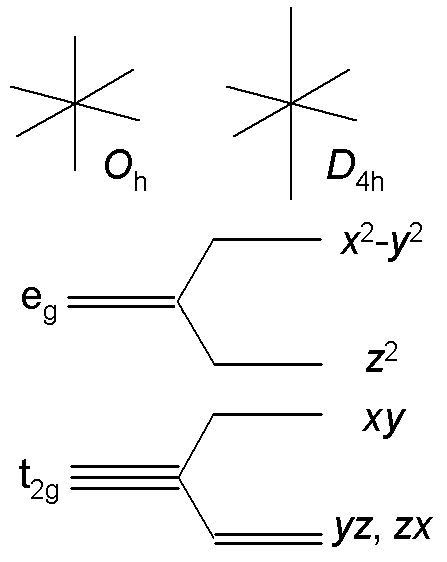
八面体形と平面四角形の配位子場分裂

八面体形分子のz軸から配位子をそれぞれ除去すると、x-y平面に4個の配位子が残ることがある。d8錯体では、平面四角形構造の結晶場分裂パラメーターは八面体形構造のそれから誘導することができる。z軸上の2個の配位子が無くなることによりdz2軌道のエネルギーが低くなり、残されたdx2-y2軌道のエネルギーは高くなる。したがって、d8錯体ではeg電子が対になってdz2を占め、dx2-y2軌道が空になる。これらの化合物は通常、16個の価電子を持つ（8個は配位子由来、8個は中心金属原子由来）。

## 平面四角形分子の例
多くの化合物、特に遷移金属錯体は平面四角形構造をとることが多い。貴ガス化合物ではXeF4がVSEPR理論によって平面四角形構造をとることが予測されている。平面四角形構造はd8金属錯体で最も普及しており、これにはRh(I), Ir(I), Pd(II), Pt(II),そしてAu(III)が含まれる。有名な例には抗癌剤のシスプラチン {PtCl2(NH3)2} とカルボプラチンがある。均一系触媒では、例えばウィルキンソン触媒やクラブトリー触媒のように静止状態で平面四角形構造をとるものが多く存在する。その他、バスカ錯体やツァイゼ塩などがある。また、平面四角形構造で安定化する配位子もある（例：ポルフィリン）。